# HD 94481
HD 94481，又名BD-12 3293，SAO 156310、HR 4255，是一颗恒星，视星等为5.66，位于銀經264.46，銀緯40.21，其B1900.0坐标为赤經10h 49m 19.8s，赤緯-13° 40.21′ 33″。